# Хом'як Ростислав
Ростисла́в Хом'я́к (* 1936, Львів) — українсько-американський журналіст і громадський діяч, член Української американської координаційної ради.

## З життєпису
Студіював у Канаді, з 1960 року в США. Багаторічний кореспондент газети «Свобода» (Нью-Джерсі).
Редактор «Ukrainian Weekly», у 1963—1967 роках працював у видавництві «Пролог», у 1967—1972 роках — керівник українського відділу Радіо «Свобода» в Нью-Йорку, у 1972—1974 роках — редактор у «Голосі Америки» (Вашингтон), згодом в Інформаційному Агентстві США.
Його дружина — Марта Хом'як-Богачевська.